# آنگرا دوس ریس
آنگرا دوس ریس (به پرتغالی: Angra dos Reis) یک شهرداری‌های برزیل و شهرداری و شهر بزرگ در برزیل است که در ریو دو ژانیرو واقع شده‌است. آنگرا دوس ریس ۸۱۶٫۳ کیلومتر مربع مساحت و ۲۰۷٬۰۴۴ نفر جمعیت دارد و ۱٬۳۷۸ متر بالاتر از سطح دریا واقع شده‌است.